# ドラゴンクエストモンスターズ ジョーカー
『ドラゴンクエストモンスターズ ジョーカー』（DRAGON QUEST MONSTERS Joker）は、2006年12月28日にスクウェア・エニックスから発売されたニンテンドーDS用ゲームソフト。

## 概要
ゲーム中の登場モンスターを育成するRPG『ドラゴンクエストモンスターズ』シリーズの第4作。タイトルロゴには暗色が多用され、従来の "DRAGON QUEST" ロゴではなく、略称である "DQM" の文字を大きくロゴ化し、スピンオフ企画の要素を強く打ち出している。
前作と異なり、シナリオ&ゲームデザイン/ゼネラルプロデューサーに堀井雄二を起用し、キャラクター・デザイン鳥山明、音楽すぎやまこういちと、ドラゴンクエストシリーズ"黄金トリオ"による久々の製作。堀井によれば、本作での手応え（携帯機でも十分に楽しめる完成度、PlayStation 2より少ない開発費と開発期間）が、『ドラゴンクエストIX 星空の守り人』をニンテンドーDSで製作することの決め手になったという。出荷本数は前作の60万本の3倍以上となる190万本を記録している（2009年9月末時点）。
本作より、呪文の系統や種類が大幅に整理された。属性変更や新たな魔法の多数実装と同時に、『ドラゴンクエスト』第1作から存在したギラ系や、ゲームボーイ時代にバランスを指摘されたビッグバン、パルプンテなどが削除されている（呪文についての詳細はドラゴンクエストシリーズの呪文体系を参照）。
また、本作はドラゴンクエストシリーズ初のインターネット対応作品である。
2007年2月1日から2月14日にかけ、すれちがいバトル特別データとしてDSステーションとのすれちがい通信で「レオパルド」「トロデ」などの隠しモンスターが入手できるサービスを展開した。
TGS2007にて「日本ゲーム大賞2007」の優秀賞に選ばれた。
2010年4月28日には、続編である『ドラゴンクエストモンスターズ ジョーカー2』が発売された。

## 登場人物
主人公
本作の主人公。「スカウトリング」と呼ばれる指輪を身につけた少年。15歳。神に選ばれたモンスターマスター。ギルツの息子である。バトルGP参加マスターのメンバーでは唯一経歴が不明である。しかし、序盤で主人公と邂逅したアロマはその経歴に気づいていた節があり、クリア後に父親がギルツであることを知っていたと彼女は告白した。
ノビス島における神獣との邂逅（このときはアロマにスカウトされかけていた）をきっかけに行動を共にする。「グランプール諸島」の7つの島々を冒険し、サンドロ島でのカルマッソとの対決を経て、10個のマデュライトを手中に収めた。バトルGP参加マスターの中で5番目（つまり最後）にバトルGP本部にある鐘を鳴らし、第7回バトルGPに参加する。アロマ以外のマスター3人を撃破し、決勝戦にてアロマと激突するも、アロマが神獣に対して暴行（未遂）を働いたため不戦勝により優勝した。その後、呼び出された会長室にて、マ素を浴びせられた神獣を奪われてしまう。マ素に染まった神獣（デモンスペーディオ）を止めようとしたが、攻撃され気を失う。アロマの呼びかけで目を覚まし、デモンスペーディオとカルマッソを追い、ヨッドムア島へと向かった。デモンスペーディオとの戦いに勝利し、神獣を奪還する。ヨッドムア島の頂上にて、カルマッソとの最終決戦へ臨み死闘の末に勝利した。カルマッソから取り戻した宝具を使い、JOKERの姿となった神獣を見送ったのち、ノビス島にて神獣と再会する。アルカポリス島ではスラムの端にある閉ざされた扉の奥で眠っていた魔物エスタークを仲間する。アロマGPではアロマとの対決にも勝利し、多くの人々から「歴代最強のチャンピオンの誕生か」「カルマッソ前会長と対決したら、どうなっていたか」と言われるまでになった。
神獣
神の系統を継ぐといわれる特殊なモンスターで、プロテクターを身に纏っている。猿のような姿をした「グラブゾン」、鷹のような姿をした「ガルハート」、狼の姿をした「スペディオ」、龍の姿をした「ディアノーグ」、最終進化系の「キングスペーディオ」が存在し、配合するとクインガルハート、グラブゾンジャック、ディアノーグエースが完成する。さらにイベントで手に入るモンスターと神獣を配合することで、デモンスペーディオ、JOKERが誕生する。口調は一人称が「我」、二人称は「汝」など威厳あるものであるが、つりばしが苦手で主人公を先に渡らせようとする一面もある。神獣の名前にはトランプの名称が入っている。
ノビス島における主人公との邂逅をきっかけに行動を共する。「グランプール諸島」の7つの島々を冒険し、その姿を変化させてゆく。
第7回バトルGP後、カルマッソによってマ素を浴びせられ、主人公に攻撃を加え気絶させたのち、カルマッソとヨッドムア島に向かう。その後、ヨッドムア島まで追行してきた主人公と交戦、正気を取り戻し改めて主人公と行動を共にする。カルマッソ撃破後、宝具を使ってJOKERの姿となり「さよならは言わない」と主人公に告げ、空へと帰っていった。のちにノビス島にて、主人公と再会する。
アロマ・ゲブズリン
スカウトリングをつけたモンスターマスターの少女で、デオドラン島のマダム・デオドラの娘。17歳。主人公にライバル心を抱く。他人から「ゲブズリン」と呼ばれると突然逆上する。第7回バトルGPは4人目として登場するが、前述の逆上が原因となり反則負けとなってしまう。カルマッソ会長失踪後の新会長に就任し、アロマGPなるものを開催する。
ギルツ
主人公の父親。モンスターの生態を研究する機関「ジェイル」の創設者にして統主。「ジェイル」の本来の目的は、モンスターのマ素を消し去ることである。
カルマッソ
バトルGPの協会会長であり、高名な医師でもある男。老人だが、見た目にそぐわない子どものような口調が特徴的。「スカウトリング」の開発者。普段は人前に姿をほとんど現さない。温厚かつ気さくな性格。モンスターを愛しており、バトルGPの開催はモンスターの存在なくしては成り立たないと考えている。だが彼の真の目的は、伝説の神獣に魔界の門を開かせ、この世をモンスターの楽園（つまり魔界）にすること。GP参加マスターたちにマデュライトを集めさせた理由は、マ素を集め神獣を我が物とするためである。その後、ヨッドムアで災厄を起こし主人公らと対立する。神獣に大量のマ素を浴びせて一時は自身の支配下に置いたが、主人公の活躍により神獣が奪還される。再び支配すべく神獣に大量のマ素を浴びせようと試みたが、自分がマ素を浴び怪物化してしまった（下記のガルマッゾ）。主人公との最終決戦では死闘の末に敗北。今際の際まで、この世をモンスターの楽園とすることに執着し、そのことを口にして消滅した。
死後、宝具は神獣によって回収された。カルマッソが災厄を起こした事実を人々は認識しておらず、「カルマッソ会長は災厄を止めるために命を落とした」ということにされている。
ガルマッゾ
カルマッソが大量のマ素を浴びて怪物化した姿。ピンク色の芋虫のような体から手のひら状の頭が生え、その中央に顔があるというグロテスクなデザイン。体表やその周囲にはマ素の結晶と思しき黒い物体が出現している。自身はこの状況を悲観するどころかライブラリで「大好きなモンスターになれた」と喜んでおり、事件に対する反省は微塵もない。配合で生み出すことも可能だが、その手順は困難を極める。
『ドラゴンクエストモンスターズ テリーのワンダーランド3D』では「たくらみの扉」のぬしとして登場。タイジュ王は本作での事件の真相について噂を聞いている模様である。
マダム・デオドラ
アロマの母親。デオドラン島の屋敷の主であり、著名なファッションデザイナーでもある。潤沢な資金で本作のバトルGPおよびアロマGPのスポンサーを務める。「汗を流して走り回る人を見るのが好き」という趣味を持ち、島を訪れたマスターに屋敷の庭園「マダムン・ガーデン」を開放し、走り回る姿を眺めて楽しんでいる。
エスターク
スラムの閉ざされた扉の奥で眠っている魔物。かつてカルマッソによって生み出されたが、その強力さゆえにカルマッソ自身の手にも負えず、封印されていた。本編クリア後に条件を満たすと戦うことが可能で、倒すと1度だけ仲間になる。初出は『ドラゴンクエストIV 導かれし者たち』に登場したボスキャラクター。

## 世界設定
7つの島から構成される「グランプール諸島」が舞台となる。大半の設定はこれまでのドラゴンクエストシリーズ作品を踏襲している。島から島への移動手段として水上バイクが登場したり、デパートやATMが存在するなど、部分的には中世ヨーロッパをメインとした従来のイメージとは異なる近未来的な要素も取り入れている。
アルカポリス島
バトルGPの拠点。様々な施設があり、多くのマスターの拠点となる。
ノビス島
弱いモンスターが多く生息しており、駆け出しのマスターが頻繁に訪れる島。
サンドロ島
辺り一面砂漠のすり鉢状になった島。
デオドラン島
マダム・デオドラが所有する島。島一面が彼女の庭となっており、自由に島を行き来するには彼女の試練をクリアする必要がある。
ヨッドムア島
かつて災厄に見舞われたとされる島。現在は寂れており、訪れるマスターも少ない。
レガリス島
遺跡の島。様々なマスターが訪れ、戦いが盛んに行われる。
モルボンバ島
密林に覆われた島。複雑な地形で構成され、強力なモンスターが数多く生息する。

## システム
ゲーム画面は移動・戦闘ともに、『ドラゴンクエストVIII』同様、トゥーンレンダリングを用いた完全3D表現となっている。従来作品（マップ上で敵の姿が見えないランダムエンカウント方式）と異なり、フィールド上に見えているモンスターの姿に接触すると戦闘が始まるシンボルエンカウント方式が採用されている。また、昼 / 夜の時間の流れも取り入れられている。本編ストーリーは他シリーズに比べ短く、登場モンスターも全210種となっている。
なお、本作はシリーズ史上初めて、冒険途中にデータを格納するファイルの名称を「冒険の書」と呼ばず、「セーブ」としたタイトルである。

### 成長限界
本作ではモンスターごとに成長限界が設定されており、決められた数値以上は能力値が上昇しない（種や木の実も含む）。スキルによる能力アップは例外的に上限を超えられるが、それでも999以上にはならない。

### 特性
種族固有の特殊能力。特定の種類における技の威力を上昇させたり、会心の一撃が出やすくなるなど効果は様々。配合で別の種族に継承することはできない。

### 耐性
種族固有の特性を伴った攻撃に対する抵抗力。従来までは隠しパラメータ的な扱いだったが、本作よりステータス画面にてモンスターの耐性を確認できるようになった。「○○に よわい」の場合、属性攻撃で大ダメージを受け、状態異常にかかりやすくなるが、軽減、半減、激減、無効、吸収と段階を経ていくにつれ、対応する属性技のダメージが軽減されていく。

### スカウト
本作では主人公の持つ「スカウトリング」を使ってモンスターを仲間にするシステムである。スカウトリングの力を仲間モンスターに宿し、「スカウトアタック」で相手モンスターをスカウトして仲間にすることができる。自分のモンスターが強いほど相手のモンスターが仲間になりやすい。

### スキル
『ドラゴンクエストVIII』と同様、仲間のレベルアップ時に得られる「スキルポイント」を、モンスターの持ついくつかのスキルに振り分けることで、成長の方向性をカスタマイズできる。（→『ドラゴンクエストVIII』のスキル）また、配合で両親のスキルを子供に継承させることができ、特定のスキルを極めている場合、新たなスキルが生成されることもある。スキルを習得できるアイテムも存在する。

### パーティ
モンスターのパーティは、同シリーズ作品と同様に最大3匹だが、戦闘へ参加させる3匹のほか、控えモンスターとしてもう3匹をスタンバイさせておくことができる。スタンバイしたモンスターとは移動中に入れ替えが可能。

### 配合
『テリーのワンダーランド』『マルタのふしぎな鍵』同様、2匹のモンスター（レベル10以上のみ）による配合システムを踏襲。本作では配合結果が1組あたり最大3パターン存在し、その中からプレイヤーが任意に選択できる。さらに第3の性別である「万能」が登場し、オス、メスどちらの性別とも配合できる（ただし、万能同士の配合は不可）。

#### 四体配合
通常の配合と異なり、2つ前の世代が孫の種族を決定する配合。例えばスライム同士の配合の場合、通常はスライムが生まれるが、祖父母の代がスライム4匹ならキングスライムになる。

#### 神獣配合
神獣を親にする配合。相手の系統とランク、ゲームの進行状況に応じた神獣が生まれる。子どもの性別は必ず万能になり、配合に役立つ杖の効果は無視される。配信限定のあるモンスターを配合すると、特殊な神獣が生まれる。

### 通信対戦
本作でも他プレイヤーとの対戦が可能。本作では以下に記した3つの対戦形式が用意されている。
シングルマッチ
DSワイヤレス通信を使用し、他のプレイヤーと1対1の対戦プレイを行う。
勝ち抜き対戦
DSワイヤレス通信を使用し、通信範囲内にいる複数のプレイヤーと連続して対戦を行う。
すれちがい通信
チームを「すれちがい状態」に設定することで、同様の設定にしたプレイヤーとすれ違った際、互いのモンスターのデータをダウンロードし対戦することができる。ただし、すれ違い通信でスカウトしたモンスターはゲスト扱いとなり、当該モンスターを配合して作ったモンスターもゲスト扱いとなる。後述するジョーカーズGPへの参加は不可能。
ジョーカーズGP（※現在はサービス終了）
ニンテンドーWi-Fiコネクションを用いて行う。ジョーカーズGPのランキングにパーティを登録し、ランキングがキリバンのチームから5チーム選出され、下位から順に5回戦勝ち抜きの対戦を行うことができた。勝ち抜くごとにモンスターやアイテムが賞品として得られる。しかし、実際の強さとランキングが比例していないとの指摘、プロアクションリプレイ、ワザポンなどの改造コード（不正フラグ解除）を用いて作成したモンスターを使って不正にランキングを駆け上がる者がいるなどの問題が挙げられた。午前2時から10時30分までの間は参加できない。また、同じモンスターを2体以上パーティーに入れるとランキングに反映されない。
2011年1月28日に行われた告知のとおり、2011年3月31日24:00をもって本サービスは終了した。

## 攻略本
- Vジャンプブックスゲームシリーズ ドラゴンクエストモンスターズ ジョーカー 最速!モンスター育成スーパーブック（ISBN 978-4-0877-9404-5）
- SE-MOOK ドラゴンクエストモンスターズ ジョーカー 公式ガイドブック（ISBN 978-4-7575-1915-2）
- SE-MOOK ドラゴンクエストモンスターズ ジョーカー 最強データブック（ISBN 978-4-7575-1980-0）
- SE-MOOK ドラゴンクエストモンスターズ ジョーカー 超通信対戦ガイドSP（ISBN 978-4-7575-2023-3）